# VDL Groep
VDL Groep — международная промышленная и производственная компания, основанная в 1953 году. Главный офис находится в Эйндховене (Нидерланды).

## История

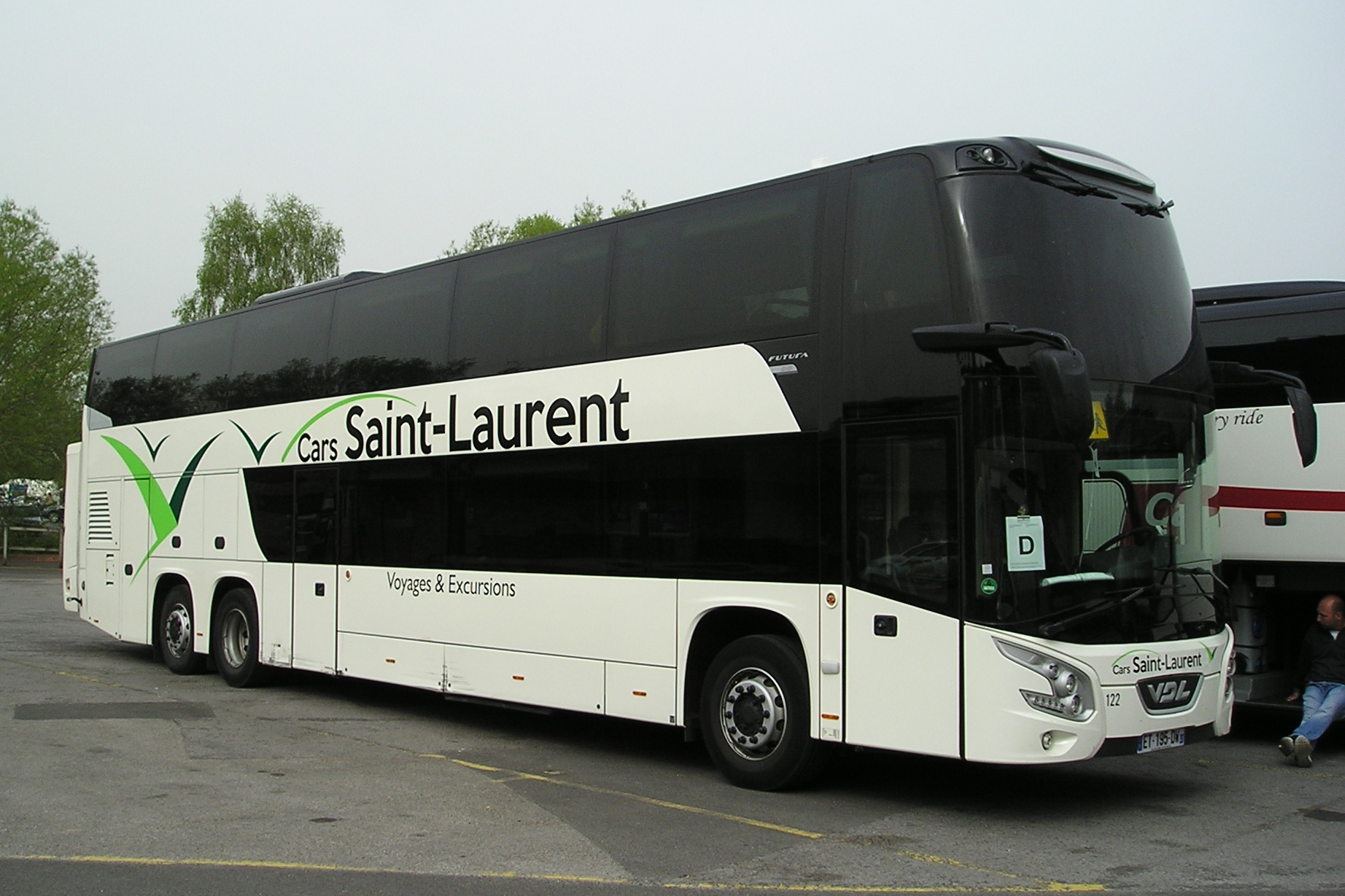
Автобус VDL Groep

Компанию в 1953 году как металлообрабатывающее предприятие основал Питер ван дер Легте. В 1979 году его сын Вим ван дер Легте (1947—2023) вывел предприятие на уровень крупного концерна. В 1993 году частью компании стало автобусное отделение концерна DAF.

## Показатели деятельности
В 2010 году было продано 925 городских автобусов, 535 междугородных автобусов, 243 шасси и 232 миди- и микроавтобуса. С долей рынка 4,7 %, VDL занимает шестое место в Западной Европе. Основными территориями продаж является Франция, страны Бенилюкса, Германия и Великобритания.

## Компании, входящие в VDL Groep
- VDL Bus & Coach — производитель автобусов в городе Валкенсвард.
- VDL Nedcar — независимый от бренда завод по производству автомобилей в городе Борн
- VDL TIM Hapert — является международной компанией, специализирующейся на механической обработке литых и кузнечных работ, сварочных агрегатов, шпинделей и комплектных изделий.
- VDL ETG — бывшие фабрики точных станков Philips, специализирующихся на разработке, производстве и сборке высокотехнологичных модулей.